# La Petite Danseuse de Quatorze Ans
La Petite Danseuse de Quatorze Ans (" A Pequena Dançarina de Catorze Anos"), c. 1881, é uma escultura de Edgar Degas, de uma estudante de dança jovem chamada Marie van Goethem. A escultura foi feita originalmente em cera, antes de ser fundida em bronze, em 1922. "A Pequena Dançarina de Catorze anos de idade" é feita de cera, uma escolha incomum de material para uma escultura da época, vestida com uma saia de algodão com uma fita de cabelo, assente numa base de madeira.

## História
A relação entre Marie van Goethem e Edgar Degas é um dos debates. Era costume em 1880 para o "Petits Rats" da Ópera de Paris para buscar os protectores entre os visitantes na porta da traseiras da ópera.
Quando a "La Petite Danseuse de Quatorze Ans" foi mostrada em Paris, na sexta exposição impressionista de 1881, recebeu críticas mistas. A maioria dos críticos ficou chocada com a peça. Consideraram-na feia, que parecia um especimen usado em medicina, em parte porque Degas a exibiu dentro de uma caixa de vidro. Alguns consideraram a cabeça e o rosto grotesco e primitivo.
Os seus herdeiros (esposa e filha) tomaram a decisão de manter 27 das esculturas fundidas em bronze na sua posse. O elenco passou na fundição de Hébrard em Paris, de 1920 até meados do século 20, produzindo os bronzes de Degas que podem ser vistos em muitos museus. Sessenta e nove esculturas originais em cera e mixed-media sobreviveram ao processo de fundição. 
Para fazer a escultura original, Degas usou um esqueleto feito de pincéis. No final, para um toque final ele usou uma peruca de cabelo natural para colocar no modelo. A única parte da escultura original que não era coberta com cera era uma fita que lhe foi dada a partir do modelo, Marie van Goethem, e um tutu real. Cada museu que mostra esta estátua dá-lhe um tutu diferente. 

O modelo de cera original foi adquirida por Paul Mellon, em 1956. Começando em 1985, o Sr. e a Sra. Mellon deram ao National Gallery of Art (Washington, D.C.), 49 peças de cera, 10 bronzes e dois emplastros, o maior grupo de esculturas de Degas original; entre elas a escultura original.
- Degas: Poesia geral da ação. As esculturas – Coleção MASP no Museu Oscar Niemeyer